# واونيتا مكليلان دومينيك
واونيتا مكليلان دومينيك (23 يوليو 1921 – 21 ديسمبر 1981) كانت ناشطة في مجال حقوق الإنسان من أوداوا (لفظ آخر لقبيلة أوتاوا في أمريكا الشمالية) أمضت مسيرتها في دعوة حكومة الولايات المتحدة إلى التقيد بالتزاماتها التعاهدية تجاه الأمريكيين الأصليين. كانت إحدى مؤسسي جمعية أوتاوا وشمال ميتشغان، وعرف تأثيرها صدىً واسع، خصوصًا بعد فوز دعواها سنة 1971 ضد الحكومة بالتعويض بموجب معاهدات القرن التاسع عشر. كانت أيضًا من مؤيدي حماية حقوق صيد السمك الخاصة بالأمريكيين الأصليين. في عام 1979، لقبتها صحيفة ديترويت نيوز «ميتشيجاندر العام»، وفي سنة 1996، اندرج اسمها في ردهة المشاهير الخاصة بنساء ميتشيغان.

## نشأتها
ولدت واونيتا جي. مكليلان في 23 يوليو 1921 في بيتوسكي، ميشيغان إلى إليزابيث (عائلتها قبل الزواج: تايلور) وليفي بي. مكليلان. كان جدها الأكبر قائدًا لعشيرة النهر الكبير في أوتاوا. التحقت بدايةً بمدرستها في بيتوسكي وأكملت دراستها في معهد هاسكيل الهندي في لورانس بولاية كانساس. تزوجت روبرت دومينيك سنة 1940، وقطن الزوجان في ديترويت وفلينت قبل العودة إلى بيتوسكي سنة 1944.

## مسيرتها
نشأت لجنة المطالبات الهندية في عام 1946 كنتيجة لسياسات الإدماج الهندية التي وضعتها الحكومة الاتحادية في الأربعينيات بوصفها وسيلة لتعويض القبائل عن سلب أراضيهم في الماضي، وانخفاض قيمة المستحقات، وقلّة تمتعهم بالحقوق. كانت المشكلة بالنسبة لقبيلة أوداوا أن معاهدة ديترويت لعام 1855 فسرت على أنها تخدم مصلحة الحكومات التابعة لكل عشيرة. لكي يكونوا مؤهلين لطلب دعوى، كان عليهم أولًا تأكيد «استمرار تمايز العشائر بين بعضها، بوصفها أممًا مختلفة تمتلك حكمًا ذاتيًا». في عام 1946، دعت عائلة دومينيك إلى اجتماع للقبائل المحلية في متجر بقالة محلي في بيتوسكي. حضر 20 فردًا فقط، ما جعلهم يدركون الحاجة إلى وجود تنظيم. خلال تنقلهم في جميع أنحاء الولاية لتوثيق المتحدرين من أوداوا المدرجة أسماؤهم في تعداد دورانت رول السكاني (1907 – 1910)، حددوا 3000 فردًا من الأمريكيين الأصليين الذين قد يكونون مؤهلين لمتابعة دعاوى ضد الحكومة الأمريكية. في عام 1948، أسست دومينيك برفقة أبيها وزوجها جمعية أوتاوا وشمال ميتشيغان، حيث عمل روبرت رئيسًا للجمعية ووونيتا سكرتيرًا لها. ضمت المنظمة أحد عشر عشيرة من قبيلة أوداوا الشمالية كانت قد وقعت على معاهدة واشنطن لعام 1836 ثم وقعت على معاهدة ديترويت لعام 1855. في السنة التالية، قدمت دعوى بموجب لجنة الدعاوى.
نظرًا لكون معظم القبائل التي مثلتها هيئتهم لم تكن تابعة للمحميات، شعرت دومينيك بالقلق بشأن افتقارها إلى الرعاية الصحية. ناضلت من أجل حق أعضاء الجمعية في تلقي العلاج في عيادة كينكلوي الهندية في شبه جزيرة ميشيغان العليا. إدراكًا منها للعدد القليل من الأمريكيين الأصليين في ميتشيغان الذين تلقوا تعليمًا عاليًا، اكتشفت برامج اتحادية (فدرالية) يمكن استخدامها للعمل على مساعدة الطلاب الأمريكيين الأصليين في الحصول على منح دراسية. مثلت دومينيك أيضًا قوة دافعة في برنامج الإعفاء من الرسوم الدراسية في ولاية ميتشيغان للطلاب الأمريكيين الأصليين.
في عام 1959، سلمت الحكومة بأن قبيلتي تشيبيوا وأوداوا اللتين وقعتا على المعاهدات تنازلتا عن نحو 13 مليون فدان من الأراضي، وكان لهما الحق في إعادة تقييم ما إذا كانا قد حصلا على مقابل عادل. نظرًا لكون المجتمع الهندي في خليج كيويناو، وقبيلة لاك فيو ديزرت في بحيرة سوبريور شيبيوا، وقبيلة أونتوناغون في شيبيواقد أعيد تنظيمهم بموجب قانون إعادة التنظيم الهندي لعام 1934، أقيل أعضاؤها كمدعين في الدعوى، التي أحيلت بعد ذلك إلى التحكيم بشأن مقدار المحاصصة. طالبت دومينيك في الدعوى تفحص الحكومة لسجلات الأراضي في كل مقاطعة في الولاية لتحليل الفرق في المدفوعات المقدمة إلى السكان الأصليين مقابل الأسعار التي اشترى بها البيض أراضيهم عمومًا. اكتشفت أنه عندما كتبت المعاهدات في القرن التاسع عشر، كان الأمريكيون الأصليون يتقاضون من نصف سنت إلى 17 سنتًا للفدان الواحد، في حين كانت تتم المبيعات بين البيض في الفترة نفسها بين 92 و97 سنتًا للفدان الواحد.